# 亚当斯维尔 (亚拉巴马州)
亚当斯维尔（英語：Adamsville）是美国亚拉巴马州杰斐逊县的一个城市。

## 地理
该城市的总面积为19.6平方英里。

## 人口统计
根据美国2000年人口普查，该城市共有4,965人，1,930户，1,464个家庭。